# Eley Peak
Eley Peak är en bergstopp i Antarktis. Den ligger i Västantarktis. Chile gör anspråk på området. Toppen på Eley Peak är 2 212 meter över havet, eller 28 meter över den omgivande terrängen. Bredden vid basen är 0,88 km.
Terrängen runt Eley Peak är huvudsakligen kuperad, men åt sydost är den bergig. Trakten är obefolkad. Det finns inga samhällen i närheten. 